# Каріма Аббуд
Каріма Аббуд (араб. كريمة عبّود; 1896, Шфарам — 1940, Вифлеєм) — палестинська жінка-фотограф. Вважається першою жінкою, яка професійно займалася фотографією у своєму регіоні. Відома як «Леді-фотограф» («Lady Photographer»).

## Біографія

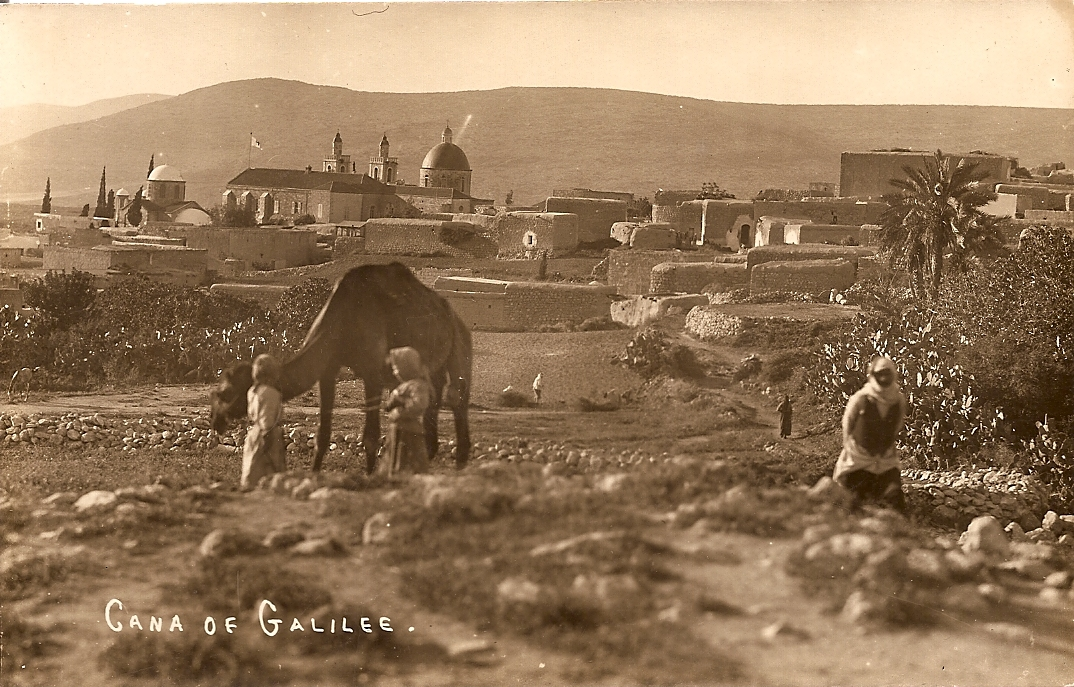
Кафр-Кана

Була дочкою протестантського священика Асада Аббуда, який працював в Шфарамі в 1891—1899 роках. Сім'я часто переїжджала з місця на місце, доки не оселилася у Вифлеємі в 1905 році.
У 1913 році Каріма отримала свій перший фотоапарат, який був подарунком від батька на її сімнадцятиріччя, і почала знімати фотопортрети родичів і друзів, а також пейзажі. Перші світлини датовані жовтнем 1919 року.
Закінчила жіночу школу Шмідта в Єрусалимі. Пізніше вивчала арабську філологію в Американському університеті Бейрута.
У 1929 році вийшла заміж за торговця з Марджаюну. Трохи пізніше народила від нього сина — за деякими даними, під час короткого перебування пари у Бразилії.
Після смерті батька повернулася до Вифлеєму, де й померла 27 квітня 1940 року у віці 46 років.

## Фототворчість
З початку 1930-х років Каріма Аббуд почала професійно займатися фотосправою, її репутація значно зросла, особливо в Назареті. У власній студії вона робила портрети жінок і дітей, а також світлини весіль та інших урочистостей. Крім портретної і пейзажної фотографії, знімала міста Близького Сходу (Вифлеєм, Назарет, Баальбек, Тиверіаду та ін.). Часто розфарбовувала знімки вручну.
Створила сотні фотографій, більшість з яких вважалися втраченими під час Палестинської війни.
У 2006 році в Єрусалимі було знайдено близько 400 її авторських фотознімків у будинку, де Аббуд, ймовірно, жила в 1930—1940 роках.

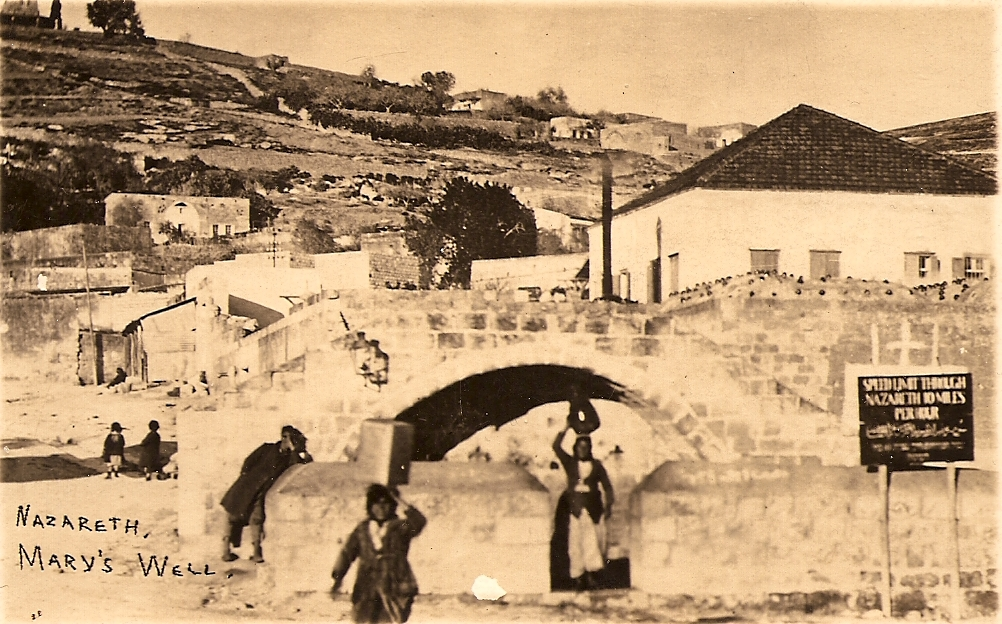
Джерело Діви Марії

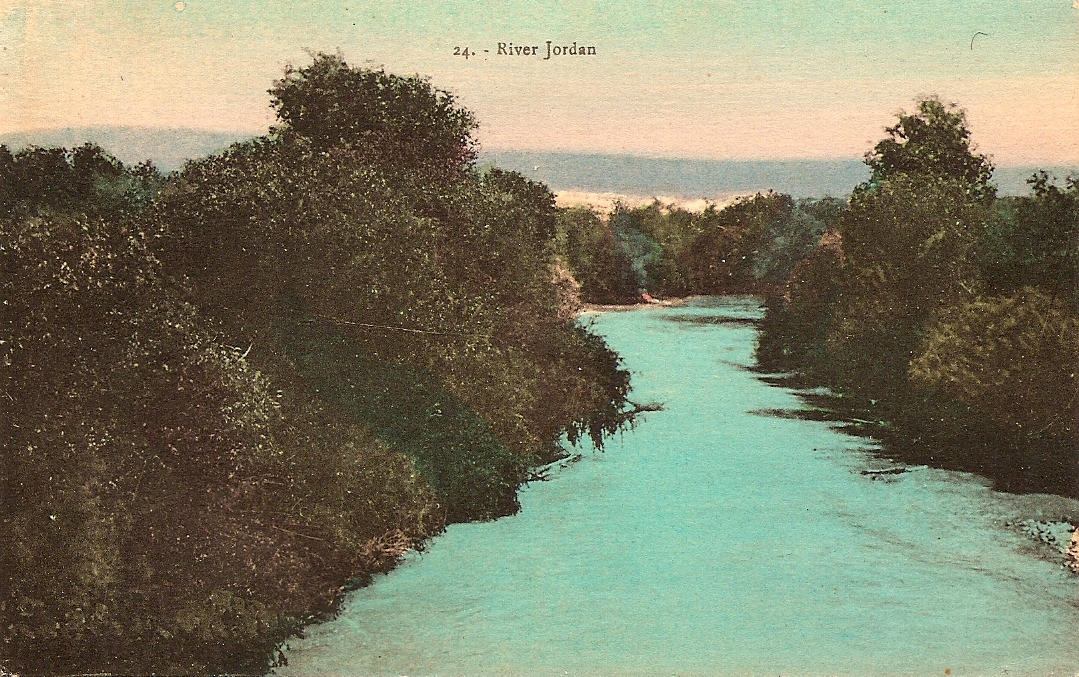
Річка Йордан